# Arne Selmosson
Arne Selmosson (29. marts 1931 - 19. februar 2002) var en svensk fodboldspiller (angriber), der vandt sølv med Sveriges landshold ved VM 1958 på hjemmbane. Han spillede én af svenskernes seks kampe i turneringen, en indledende gruppekamp mod Wales. I alt nåede han at spille fire landskampe og score ét mål.
På klubplan repræsenterede Selmosson først Jönköpings Södra, inden han blev professionel i Italien, hvor han tilbragte 10 år. Her repræsenterede han blandt andet begge de to store Rom-klubber, Lazio og AS Roma, og vandt en Coppa Italia-titel med førstnævnte i 1958.

## Titler
Coppa Italia
- 1958 med Lazio